# Illiasu Shilla
Illiasu Shilla Alhassan (* 26. Oktober 1982 in Tema) ist ein ghanaischer Fußballspieler.

## Vereinskarriere
Der 1,88 m große Innenverteidiger begann bei Real Republicans in Ghana mit dem Fußballspielen. Seinem Jugendverein blieb er bis 2003 treu, bevor er zu den King Faisal Babes nach Kumasi wechselte. Mit dem Klub spielte er zwei Jahre hintereinander in der CAF Champions League. Während der Saison 2005/06 wechselte er zum ghanaischen Spitzenklub Asante Kotoko.
2005 wurde Shilla vom ghanaischen Ex-Nationalcoach Ralf Zumdick, nun Co-Trainer beim Hamburger SV, zum Probetraining beim HSV eingeladen. Dort wusste er jedoch nicht entscheidend zu überzeugen. Ebenfalls zum Probetraining eingeladen wurde der WM-Teilnehmer zu Arsenal London.
Shilla wechselte jedoch zu keinem der beiden Vereine, sondern unterschrieb 2006 beim russischen Premjer-Liga-Klub Saturn Ramenskoje. Im Frühjahr 2009 beendete er aufgrund einer Sportinvalidität seine Karriere. Am 4. Januar 2011 kündigte er sein Comeback bei Real Tamale United an. Nachdem er zu seiner alten Leistung zurückfand, bekam er im Sommer 2011 ein Angebot des armenischen Erstligisten Impuls Dilidschan und unterschrieb für den Verein.

## Nationalmannschaftskarriere
In der ghanaischen Fußballnationalmannschaft spielte Shilla Illiasu bisher zehnmal, wobei er vier Spiele bei der WM 2006 in Deutschland zum Einsatz kam. Nach dem Gruppenspiel gegen Italien verdrängte er Samuel Kuffour aus der Startelf und überzeugte durch gute Leistungen.

## Privates
Sein Bruder Shilla Alhassan ist ebenfalls Profifußballer und spielte kurzzeitig mit ihm bei Real Tamale United.